# Purpurstrupig solängel
Purpurstrupig solängel (Heliangelus viola) är en fågel i familjen kolibrier.

## Utseende och läte
Purpurstrupig solängel är en medelstor kolibri med rätt kort och rak näbb. Fjäderdräkten är omisskännlig, mestadels smaragdgrön med purpurfärgad strupe och blå panna. Könen liknar varandra, men honan är något mattare i färgerna.

## Utbredning och systematik
Fågeln förekommer i Anderna i södra Ecuador och norra Peru. Den behandlas antingen som monotypisk eller delas in i tre underarter med följande utbredning:
- Heliangelus viola viola – Anderna i norra Peru öster om Río Marañón i Amazonas samt eventuellt mycket lokalt väster om Marañón i Cajamarca
- Heliangelus viola splendidus – Anderna i södra Ecuador och nordvästra Peru (Piura)
- Heliangelus viola pyropus – Anderna i norra Peru väster om Río Marañón i Cajamarca samt eventuellt mycket lokalt öster om Marañón i Amazonas

## Levnadssätt
Fågeln hittas i skogsbryn och buskiga områden på mellan 1800 och 3300 meters höjd. Den har noterats besöka kolibrimatare.

## Status och hot
Arten har ett stort utbredningsområde, men tros minska i antal, dock inte tillräckligt kraftigt för att den ska betraktas som hotad. Internationella naturvårdsunionen IUCN listar arten som livskraftig (LC).